# Magadania victoris
Magadania victoris är en flockblommig växtart som först beskrevs av Boris Konstantinovich Schischkin, och fick sitt nu gällande namn av Pimenov och Lavrova. Magadania victoris ingår i släktet Magadania och familjen flockblommiga växter. Inga underarter finns listade i Catalogue of Life.